# ディミタール・ベルバトフ
ディミタール・ベルバトフ（Dimitar Berbatov, ブルガリア語: Димитър Бербатов, 1981年1月30日 - ）は、ブルガリア・ブラゴエヴグラト州ブラゴエヴグラト出身の元サッカー選手、現俳優。現役時代のポジションはフォワード。元ブルガリア代表。ブルガリア代表の最多得点記録保持者。

## 経歴

### クラブ

#### CSKAソフィア
CSKAソフィアでデビューを果たし、そのシーズンのカップ優勝に貢献。

#### バイヤー・レバークーゼン
その活躍と非凡な才能が認められて2000-01シーズンにバイエル・レバークーゼンへ移籍。翌シーズンには8得点を挙げるなど、レバークーゼンのリーグ、CL準優勝に貢献し、2002年のブルガリア最優秀選手に選出され、注目を集める。2003-04シーズンには16得点を挙げ、ロブソン・ポンテ、フランサと共にデンジャラス・トライアングルと称され、攻撃を牽引した。

#### トッテナム・ホットスパー
2006年7月11日に1090万ポンドでプレミアリーグのトッテナム・ホットスパーFCに移籍。ガレス・ベイルらと共にプレーし、またロビー・キーンとの2トップは相性がよく、2006-07シーズンは23ゴールを挙げ、2007-08シーズンも同様の活躍を披露した。

#### マンチェスター・ユナイテッド

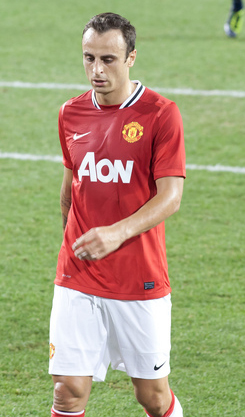
マンチェスター・ユナイテッドでのベルバトフ

2008年8月31日にブルガリア人選手としては史上最高額の3200万ポンド、当時約60億円となる移籍金（実際には非公開であるため推定額）でマンチェスター・ユナイテッドFCに移籍した。背番号は9番。クリスティアーノ・ロナウド、ウェイン・ルーニー、カルロス・テベスらと共にプレーした。2010-11シーズンでは11月27日のブラックバーン戦でプレミアリーグ史上4人目となる1試合5得点を達成した。シーズン終盤戦は控えとなることがあったものの、プレミア移籍後最多となる20得点を挙げ、当時マンチェスター・シティFCのカルロス・テベスと共にプレミアリーグ得点王を獲得(テベスとは前シーズンまでマンチェスター・ユナイテッドで共にプレーしていた)。ユナイテッドの優勝に貢献した。2011-12シーズン2011年9月20日のカーリング・カップリーズ・ユナイテッドFC戦で交代枠を使い切った後にCBでスタメン出場していたエゼキエル・フライヤーズが負傷した為、代わりにCBの位置に入り約10分間プレーをした。そのときのマンUのDFラインは右からアントニオ・バレンシア、マイケル・キャリック、ベルバトフ、ファビオという珍しい光景だった。このシーズンは、ダニー・ウェルベックの台頭などで前シーズンより出番が減少。12試合の出場にとどまったが、それでも7ゴールをマークした。

#### フラム
2012年8月31日、フラムFCへ完全移籍。移籍初シーズンで33試合15得点を記録した。

#### モナコ
2014年1月31日、左膝前十字靭帯損傷の重症を負ったラダメル・ファルカオの代役として、ASモナコにレンタル移籍。2014-15シーズンは公式戦38試合に出場し、9ゴール1アシストを記録した。
2015年6月1日、ASモナコを退団することを発表した。モナコのバディム・バシリエフ副会長は、クラブ公式サイトで「ディミタール・ベルバトフは、彼の才能と素晴らしいプロ精神を示してくれた。彼は、今までモナコでプレーしてきた、偉大なストライカーの1人だ。彼がクラブにもたらしてくれたことに誇りを持っている。将来の幸運を祈るよ」とコメントした。

#### PAOK
2015年9月2日、PAOKは契約満了でモナコを退団し、フリーとなっていたベルバトフを1年契約で獲得したことを発表した。2016年6月、契約満了に伴い退団。

#### ケーララ・ブラスターズFC
本人はプレミアリーグ復帰を希望していたが、1年間の無所属を経て2017年8月23日にインド・スーパーリーグのケーララ・ブラスターズFCに加入した。ケーララの監督はマンチェスター・ユナイテッドの元アシスタントコーチのレネ・ミューレンスティーンであり、ユナイテッド時代の同僚のウェズ・ブラウンと共に旧知のミューレンスティーン監督の勧誘を受けての加入であった。ケーララでは本職のフォワードではなく、ミッドフィールダーとして起用された。2018年3月にケーララを退団。

### 代表

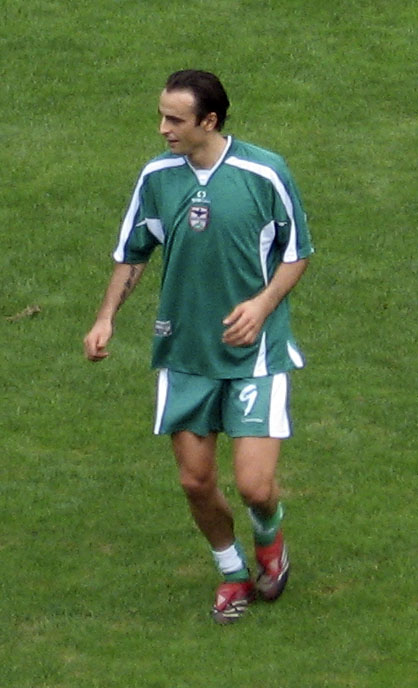
ブルガリア代表でのベルバトフ

ブルガリア代表としてEURO2004に出場。2004年に再びブルガリア最優秀選手に選出され、ストイチコフ以来のスターとして期待されている。2009年11月18日のマルタとの親善試合でブルガリア代表の歴代最多得点記録を更新した。2010年には、6度目のブルガリア最優秀選手に選出された。2010年5月12日、代表引退を発表した。

### 現役引退
ケーララ・ブラスターズ退団後は事実上の引退状態にあり、2018年5月に公開される母国ブルガリアの映画で俳優デビューしたことが明らかになった。2019年9月19日、自身のInstagramで正式に引退を発表した。

## プレースタイル
ゴールとアシスト、両方の仕事をハイレベルでこなすことができるアタッカー。長身ながら足元の技術が優れており、ポストプレーはもちろんのこと、柔らかいボールタッチ、巧みな腕の扱い、強靭な体幹による、相手をいなすボールキープは、彼の真骨頂であり、武器である。その技術の高さから、ヒールパスなどのトリッキーなプレーを頻発する。また、パスセンスにも優れており、低い位置に下がって組み立てに参加したり、カウンター時には鋭いパスで自ら起点となることが多々ある。アウトサイドキックを始めとしたキックの技術も非凡であり、それがパスやシュートにも活かされている。シュートの選択肢が豊富でトラッピングの技術にも優れているため、好きなようにボールをコントロールし、ボレーシュートやオーバーヘッドキック、あるいはヘディングなど、どんな形からもゴールを奪うことができる。
また、時折「ベルバトフにはスピードがない、走らない」などと批判されることがあるが、ASモナコの練習でラダー、ハードル、ポールなどを使って、ジグザグ走、ジャンプ、ドリブルなどを交えたスピード勝負を行った際、当時チームメートで競争相手のラダメル・ファルカオと同等のスピードがあることが判明した。

## 個人成績
| クラブ                       | シーズン  | リーグ | リーグ | カップ | カップ | リーグカップ | リーグカップ | UEFA | UEFA | その他 | その他 | 通算 | 通算 |
| クラブ                       | シーズン  | 出場   | 得点   | 出場   | 得点   | 出場         | 得点         | 出場 | 得点 | 出場   | 得点   | 出場 | 得点 |
| ---------------------------- | --------- | ------ | ------ | ------ | ------ | ------------ | ------------ | ---- | ---- | ------ | ------ | ---- | ---- |
| CSKAソフィア                 | 1998-99   | 11     | 3      | 5      | 3      | -            | -            | 0    | 0    | -      | -      | 16   | 6    |
| CSKAソフィア                 | 1999-2000 | 27     | 14     | 4      | 2      | -            | -            | 3    | 0    | -      | -      | 34   | 16   |
| CSKAソフィア                 | 2000-01   | 11     | 9      | 0      | 0      | -            | -            | 4    | 7    | -      | -      | 15   | 16   |
| CSKAソフィア                 | 通算      | 49     | 26     | 9      | 5      | 0            | 0            | 7    | 7    | 0      | 0      | 65   | 38   |
| レバークーゼン II            | 2000-01   | 7      | 6      | -      | -      | -            | -            | -    | -    | -      | -      | 7    | 6    |
| レバークーゼン II            | 通算      | 7      | 6      | 0      | 0      | 0            | 0            | 0    | 0    | 0      | 0      | 7    | 6    |
| レバークーゼン               | 2000-01   | 6      | 0      | 0      | 0      | 0            | 0            | 0    | 0    | -      | -      | 6    | 0    |
| レバークーゼン               | 2001-02   | 24     | 8      | 6      | 6      | 0            | 0            | 11   | 2    | -      | -      | 41   | 14   |
| レバークーゼン               | 2002-03   | 24     | 4      | 2      | 0      | 1            | 0            | 7    | 2    | -      | -      | 34   | 6    |
| レバークーゼン               | 2003-04   | 33     | 16     | 3      | 3      | 0            | 0            | -    | -    | -      | -      | 36   | 19   |
| レバークーゼン               | 2004-05   | 33     | 20     | 1      | 1      | 2            | 0            | 10   | 5    | -      | -      | 46   | 26   |
| レバークーゼン               | 2005-06   | 34     | 21     | 2      | 3      | 0            | 0            | 2    | 0    | -      | -      | 38   | 24   |
| レバークーゼン               | 通算      | 154    | 69     | 14     | 13     | 3            | 0            | 30   | 9    | 0      | 0      | 201  | 91   |
| トッテナム・ホットスパー     | 2006-07   | 33     | 12     | 5      | 3      | 3            | 1            | 8    | 7    | -      | -      | 49   | 23   |
| トッテナム・ホットスパー     | 2007-08   | 36     | 15     | 2      | 2      | 6            | 1            | 8    | 5    | -      | -      | 52   | 23   |
| トッテナム・ホットスパー     | 2008-09   | 1      | 0      | 0      | 0      | 0            | 0            | 0    | 0    | -      | -      | 1    | 0    |
| トッテナム・ホットスパー     | 通算      | 70     | 27     | 7      | 5      | 9            | 2            | 16   | 12   | 0      | 0      | 102  | 46   |
| マンチェスター・ユナイテッド | 2008-09   | 31     | 9      | 3      | 1      | 0            | 0            | 9    | 4    | 0      | 0      | 43   | 14   |
| マンチェスター・ユナイテッド | 2009-10   | 33     | 12     | 1      | 0      | 2            | 0            | 6    | 0    | 1      | 0      | 43   | 12   |
| マンチェスター・ユナイテッド | 2010-11   | 32     | 20     | 2      | 0      | 0            | 0            | 7    | 0    | 1      | 1      | 42   | 21   |
| マンチェスター・ユナイテッド | 2011-12   | 12     | 7      | 1      | 0      | 3            | 1            | 4    | 1    | 1      | 0      | 21   | 9    |
| マンチェスター・ユナイテッド | 通算      | 108    | 48     | 7      | 1      | 5            | 1            | 26   | 5    | 3      | 1      | 149  | 56   |
| フラム                       | 2012-13   | 33     | 15     | 2      | 0      | 0            | 0            | -    | -    | -      | -      | 35   | 15   |
| フラム                       | 2013-14   | 18     | 4      | 0      | 0      | 1            | 1            | -    | -    | -      | -      | 19   | 5    |
| フラム                       | 通算      | 51     | 19     | 2      | 0      | 1            | 1            | 0    | 0    | 0      | 0      | 54   | 20   |
| モナコ                       | 2013-14   | 12     | 6      | 3      | 3      | 0            | 0            | -    | -    | -      | -      | 15   | 9    |
| モナコ                       | 2014-15   | 26     | 7      | 1      | 0      | 2            | 1            | 9    | 1    | -      | -      | 38   | 9    |
| モナコ                       | 通算      | 38     | 13     | 4      | 3      | 2            | 1            | 9    | 1    | 0      | 0      | 53   | 19   |
| PAOK                         | 2015-16   | 17     | 4      | 3      | 1      | -            | -            | 5    | 0    | -      | -      | 25   | 5    |
| PAOK                         | 通算      | 17     | 4      | 3      | 1      | 0            | 0            | 5    | 0    | 0      | 0      | 25   | 5    |
| 総通算                       | 総通算    | 494    | 212    | 46     | 28     | 19           | 5            | 93   | 34   | 3      | 1      | 656  | 280  |

### 試合数
| ブルガリア代表 | 国際Aマッチ | 国際Aマッチ |
| 年             | 出場        | 得点        |
| -------------- | ----------- | ----------- |
| 1999           | 1           | 0           |
| 2000           | 3           | 2           |
| 2001           | 8           | 4           |
| 2002           | 5           | 2           |
| 2003           | 8           | 7           |
| 2004           | 13          | 9           |
| 2005           | 10          | 7           |
| 2006           | 6           | 0           |
| 2007           | 9           | 8           |
| 2008           | 7           | 2           |
| 2009           | 8           | 7           |
| 2010           | 1           | 0           |
| 通算           | 79          | 48          |

## タイトル

### クラブ
CSKAソフィア
- ブルガリアカップ：1回 (1999)

トッテナム・ホットスパーFC
- フットボールリーグカップ：1回 (2007-08)

マンチェスター・ユナイテッドFC
- FIFAクラブワールドカップ：1回 (2008)
- プレミアリーグ：2回 (2008-09, 2010-11)
- フットボールリーグカップ：1回 (2008-09)

### 個人
- ブルガリア最優秀選手賞：6回 (2002, 2004, 2005, 2007, 2008, 2009)
- プレミアリーグ月間最優秀選手：1回 (2007年4月)
- PFA年間ベストイレブン：1回 (2006-07)
- プレミアリーグ得点王：1回 (2010-11)

## リンク
- Dimitar Berbatov FIFA competition record
- Dimitar Berbatov fansite
- Dimitar Berbatov profile at FootballDatabase